# フランシスコ・ハビエル・ガルシア
フランシスコ・ハビエル・"ハビ"・ガルシア・フェルナンデス（Francisco Javier "Javi" García Fernández (スペイン語発音: [fɾanˈθisko xaβˈjeɾ ˈxaβi ɣaɾˈθi.a feɾˈnandeθ]、1987年2月8日 - ）は、スペイン王国ムルシア州ムラ出身の元サッカー選手。現役時代のポジションはミッドフィールダー（守備的ミッドフィールダー）、ディフェンダー（セントラルディフェンダー）。
かつてFCバルセロナやリヴァプールFCなどに在籍し、現在はプエブラFCに在籍しているルイス・ガルシアは従兄弟である。

## 経歴

### レアル・マドリード
レアル・マドリードの下部組織の出身で、2004年11月28日のレバンテUD戦(5-0)でクラブ歴代2位の若さでトップチームデビューし、2004-05シーズンはプリメーラ・ディビシオン（1部）で3試合に出場した。2005-06シーズンは下部チームであるレアル・マドリード・カスティージャで過ごし、トップチームでの出場機会はなかった。2006年夏にはポーランドで開催されたUEFA U-19欧州選手権に出場して優勝し、その活躍を見たファビオ・カペッロ監督によってプレシーズンのトップチームの練習に同行した。新加入のエメルソンとコンビを組んでラモン・デ・カランサ杯などほとんどのプレシーズンマッチに出場したが、2006-07シーズンはトップチームで1試合にも出場できなかった。

### CAオサスナ
2007年夏に就任したベルント・シュスター監督の構想から外れたため、スペイン国内のアトレティコ・マドリード、デポルティーボ・ラ・コルーニャ、プレミアリーグのリヴァプールFCなどから興味を示され、移籍期間最終日の8月31日に移籍金250万ユーロ（約3億9500万円）でCAオサスナと4年契約を結んだ。CAオサスナは長期離脱したジャバド・ネクナムの代役を探しており、セビージャFC戦(1-1)で初出場すると、その試合から6試合の間に2得点（レバンテUD戦とビジャレアルCF戦）を決めた。2007-08シーズンは25試合に出場して2得点と活躍したため、あらかじめ付けられていた買戻しオプションをレアル・マドリードに行使され、2008年4月29日に移籍金400万ユーロでレアル・マドリードに復帰することが決まった。
復帰初戦は2008年9月24日のスポルティング・ヒホン戦(7-1)であり、後半にマアマドゥ・ディアッラとの交代で出場した。2008-09シーズンに出場した試合のほとんどが途中出場であり、ファンデ・ラモス監督の信頼を勝ち取ることができなかった。2009年夏にはUEFA U-21欧州選手権に出場した。

### ベンフィカ
2009年7月21日、ポルトガルのSLベンフィカに完全移籍した。契約期間は5年でレアル・マドリードに支払われた移籍金は700万ユーロ（約9億4000万円）である。2009-10シーズン序盤から中盤の底のレギュラーポジションを掴み、2009年11月9日のナヴァル1ﾟ・ダ・マイオ戦(1-0)ではロスタイムにヘディングで決勝点を挙げ、チームをリーグ首位に押し上げた。この後ベンフィカは首位を独走し、5シーズンぶりのリーグ優勝と2シーズン連続のタッサ・ダ・リーガ優勝の2冠を達成した。

### マンチェスター・シティ
2012年8月31日、プレミアリーグのマンチェスター・シティFCに完全移籍。シティでは本職の守備的MFだけでなく、CBとして起用される場合もあった。

### ゼニト・サンクトペテルブルク
2014年8月14日、FCゼニト・サンクトペテルブルクに5年契約で移籍した。

### レアル・ベティス
2017年8月14日、レアル・ベティスに3年契約で移籍した。

### ボアヴィスタ
2020年8月19日、ボアヴィスタFCに3年契約で移籍した。
2022年6月22日、現役引退を表明した。

## 個人成績
2017/7/30現在
| クラブ                   | シーズン   | リーグ                 | リーグ | リーグ | オープン杯 | オープン杯 | リーグ杯 | リーグ杯 | 国際大会 | 国際大会 | 合計 | 合計 |
| クラブ                   | シーズン   | ディビジョン           | 出場   | 得点   | 出場       | 得点       | 出場     | 得点     | 出場     | 得点     | 出場 | 得点 |
| ------------------------ | ---------- | ---------------------- | ------ | ------ | ---------- | ---------- | -------- | -------- | -------- | -------- | ---- | ---- |
| レアル・マドリード       | 2004–05    | リーガ・エスパニョーラ | 3      | 0      | 0          | 0          | —        | —        | 0        | 0        | 3    | 0    |
| レアル・マドリード       | 2005–06    | リーガ・エスパニョーラ | 0      | 0      | 0          | 0          | —        | —        | 1        | 0        | 1    | 0    |
| レアル・マドリード       | 2006–07    | リーガ・エスパニョーラ | 0      | 0      | 0          | 0          | —        | —        | 1        | 0        | 1    | 0    |
| レアル・マドリード       | クラブ通算 | クラブ通算             | 3      | 0      | 0          | 0          | 0        | 0        | 2        | 0        | 5    | 0    |
| CAオサスナ               | 2007–08    | リーガ・エスパニョーラ | 25     | 2      | 0          | 0          | —        | —        | —        | —        | 25   | 2    |
| レアル・マドリード       | 2008–09    | リーガ・エスパニョーラ | 15     | 0      | 0          | 0          | 1        | 0        | 3        | 0        | 19   | 0    |
| SLベンフィカ             | 2009–10    | プリメイラ・リーガ     | 26     | 3      | 0          | 0          | 4        | 0        | 14       | 1        | 44   | 4    |
| SLベンフィカ             | 2010–11    | プリメイラ・リーガ     | 24     | 2      | 3          | 1          | 4        | 4        | 13       | 1        | 44   | 8    |
| SLベンフィカ             | 2011–12    | プリメイラ・リーガ     | 22     | 1      | 1          | 0          | 1        | 0        | 12       | 1        | 36   | 2    |
| SLベンフィカ             | クラブ通算 | クラブ通算             | 72     | 6      | 4          | 1          | 9        | 4        | 39       | 3        | 124  | 14   |
| マンチェスター・シティFC | 2012–13    | プレミアリーグ         | 24     | 2      | 4          | 0          | 0        | 0        | 5        | 0        | 33   | 2    |
| マンチェスター・シティFC | 2013–14    | プレミアリーグ         | 29     | 0      | 4          | 0          | 6        | 0        | 8        | 0        | 47   | 0    |
| マンチェスター・シティFC | クラブ通算 | クラブ通算             | 53     | 2      | 8          | 0          | 6        | 0        | 13       | 0        | 80   | 2    |
| ゼニト                   | 2014–15    | ロシア・プレミアリーグ | 24     | 3      | 1          | 0          | —        | —        | 11       | 0        | 36   | 3    |
| ゼニト                   | 2015–16    | ロシア・プレミアリーグ | 26     | 2      | 6          | 1          | —        | —        | 6        | 0        | 38   | 3    |
| ゼニト                   | 2016–17    | ロシア・プレミアリーグ | 22     | 1      | 2          | 0          | —        | —        | 7        | 0        | 31   | 1    |
| ゼニト                   | 2017–18    | ロシア・プレミアリーグ | 1      | 0      | —          | —          | —        | —        | 2        | 0        | 3    | 0    |
| ゼニト                   | クラブ通算 | クラブ通算             | 73     | 6      | 9          | 1          | 0        | 0        | 26       | 0        | 108  | 7    |
| 通算                     | 通算       | 通算                   | 241    | 16     | 21         | 2          | 16       | 4        | 83       | 3        | 361  | 25   |

## 所属クラブ
- レアル・マドリード・カスティージャ 2004-2007
- レアル・マドリード 2004
- CAオサスナ 2007-2008
- レアル・マドリード 2008-2009
- SLベンフィカ 2009-2012
- マンチェスター・シティFC 2012-2014
- FCゼニト・サンクトペテルブルク 2014-2017
- レアル・ベティス 2017-2020
- ボアヴィスタFC 2020-2022

## タイトル

### クラブ
レアル・マドリード・カスティージャ
- セグンダ・ディビシオンB ： 2004-05

レアル・マドリード
- スーペルコパ・デ・エスパーニャ ： 2008

SLベンフィカ
- プリメイラ・リーガ ： 2009-10
- タッサ・ダ・リーガ ： 2009-10, 2010-11, 2011-12

マンチェスター・シティ
- プレミアリーグ ： 2013-14
- フットボールリーグカップ ： 2013-14

ゼニト・サンクトペテルブルク
- ロシア・プレミアリーグ ： 2014-15
- ロシア・カップ ： 2015-16
- ロシア・スーパーカップ ： 2015, 2016

### 代表
U-19スペイン代表
- UEFA U-19欧州選手権 2006